# San Giovanni Evangelista (Lecce)
A San Giovanni Evangelista (Keresztelő Szent János) egy templom Lecce történelmi városközpontjával. A szomszédos iskolaépülettel együtt a bencések számára épült.

## Leírása
A bencés kolostort 1133-ban alapította Accardo, normann gróf a bencés szerzetesek számára. Évszázadokon át a városi nemesség leánygyermekeinek iskolája volt. Az eredeti épületből csak kevés maradt fenn, mivel a 16-18. században jelentősen átépítették. A templom harangtornya az 1500-as években épült. A homlokzat puritán egyszerűségű, mindössze Szent Benedek szobra díszíti. A templombelső latin kereszt alaprajzú. A főoltár a 18. században készült színes márványból. További látnivalói a templomnak a 15. században készült freskók.